# 輪迴的拉格朗日
《轮回的拉格朗日》是日本原創系列動畫作品。原名為，副標題是「flower declaration of your heart」。製作發表會於2011年10月16日召開，公布聲優陣容並放出首段6分鐘PV。第一期在2011年12月30日在NICONICO動畫先行放送，2012年1月8日正式首播。第一期第11集播出當日宣布第二期放送預定的消息。2012年6月23日推出標題為「轮回的拉格朗日 鴨川的日子」的OVA。第二期於2012年7月開始播出。

## 作品概要
本作為隸屬IG集團旗下的Production I.G公司提出腳本，由同樣隸屬IG集團的XEBEC動畫公司製作，找來曾與該公司合作過知名動畫《機動戰艦》、《宇宙星路》的佐藤龍雄擔任總監督，並延請同樣與XEBEC動畫公司合作過知名動畫《英雄時代》、《蒼穹之戰神》的鈴木利正分任監督。
作品中登場的機體由製作委員會委託日產汽車全球總部進行設計，由總人數超過60人的建築師與汽車設計師競賽，再從60個以上的原案中一個一個地挑選，最後由動畫設計師進行細部修飾後成為在動畫中登場的敵我雙方機體。
本作品的舞台選在千葉縣鴨川市，所有在動畫中登場的背景都是實際在當地取景後加以繪製而成。
該市並成立了「輪迴的拉格朗日鴨川推進委員會」，聲優石原夏織、總監督佐藤龍雄、監督鈴木利正、製片大河原健則出席了由該委員會主導，限定鴨川市出身、現居千葉縣內的居民參與，於2011年12月23日在鴨川市民會館進行的本作第一話先行放映會。

## 故事概要
「京乃圓（まどか）」是個打從心底熱愛自己故鄉千葉縣鴨川之海的女高中生，同時也是一人社團「鴨女運動服社」的成員，以「要是遇到需要幫助的人就要挺身而出」作為中心精神進行社團活動的17歲少女。
某日她與神秘的美少女「蘭（ラン）相遇，第一眼就認為對方是同類的圓，熱烈地想要邀請她一同加入運動服社中。此時又有一位不可思議的轉學生「麥波（ムギナミ）」轉入了圓的班級中，面對著一口氣增加成三人的社團，他們能不能守護好鴨川呢……？

## 登場角色

### 主要角色
京乃圓（聲：石原夏織）
在鴨川生長的少女。17歲，12月30日出生，血型O型。鴨川女子高中運動服社社長。
幼年喪母。十歲遭遇溺水事故時，與綠色的VOX Aura有過接觸的記憶。時常念錯維拉朱力歐的名字。在與維拉朱力歐的第一次對戰中，無意識觸發了Aura潛在的機能。數次在駕駛 VOX時激發輪迴現象，並進入異空間與尤里嘉諾交談。於第二季05話在不知情的情況下參與實驗，將尤里嘉諾的意識從異空間拉回現實世界，並彼此交換軀體。
蘭（聲：瀨戶麻沙美）
全名「芬．艾．魯多．蘇依．拉芬蒂(フィン・エ・ルド・スイ・ラフィンティ)」，為了執行某項任務，從宇宙來到鴨川的少女。實為二萬年前離開地球人類的末裔。第二季為了逃避勢力紛爭而以流亡的名義暫住地球。
麥波（聲：茅野愛衣）
跟蘭一樣，也是從宇宙來到鴨川。實為二萬年前離開地球人類的末裔。年幼流浪時，偶遇維拉朱力歐，對其有救命之恩。第二季為了逃避勢力紛爭而以流亡的名義暫住地球。

### 其他角色
基利烏斯（聲：野島健兒）
伊索（聲：吉野裕行）
亞雷（聲：松岡禎丞）
維拉朱力歐（聲：中村悠一）
全名“德・梅托里奧・魯・維拉朱力歐”（デ・メトリオ・ル・ヴィラジュリオ）。原「Polyhedron」盟國行星「德・梅托里奧」（デ・メトリオ）的王子。22歲
第一季中為反Polyhedron（ポリヘドロン）宇宙義賊同盟KISS（キッス）的頭領。曾經與圓的叔父中泉浩看上同一件衣服，品味相同。第二季中繼任成為德・梅托里奧的國王。
尤里嘉諾（聲：伊瀨茉莉也）
全名“德・梅托里奧・魯・尤里嘉諾”（デ・メトリオ・ル・ユリカノ）。行星「德・梅托里奧」（デ・メトリオ）的王女，維拉朱力歐的妹妹，與基利烏斯、伊索和亞雷就讀於同一所院校，對迪塞爾瑪因有愛慕之情。19歲時，在米利緹亞（ミリティア・ゾデア，德・梅托里奧的衛星）志願參與VOX研究所的實驗，並引發 VOX的輪迴現象，導致整個衛星崩毀（被稱為“米利緹亞慘劇”）。因厭惡自身的能力而將大部分的意識束縛在異空間內，並以此希望結束維拉朱力歐與迪塞爾瑪因之間的紛爭。事件後，軀體由萊伽利特回收，但記憶全無，自稱“尤里尤里”。在第一季12集中的與闖入異空間的圓進行交談。在第二季VOX的輪迴引發實驗中，曾試圖殺死圓而結束輪迴現象。第二季第04集中，於維拉朱力歐和迪塞爾瑪因在“法洛斯”會面期間，駕駛萊伽利特制量產機登錄地球，在眾人面前出現並引發混亂，後被迪塞爾瑪因帶走。隨後在迪塞爾瑪因主導的接觸實驗中，其意識被圓拉回現實世界，並進入圓的軀體內。由於尤里嘉諾的離開，輪迴的盡頭開始侵蝕現實世界。於是，在解開哥哥維拉朱力歐與迪塞爾瑪因的心結後，自願重返輪迴的異世界。
迪塞爾瑪因（聲：小野大輔）
萊伽利特的年輕國王，22歲，蘭的兄長。與維拉朱力歐為學生時期的同校摯友。
中泉洋子（聲：能登麻美子）
圓的表姊，一開始反對圓乘上機器人。
中泉浩（聲：濱田賢二）
洋子的父親，圓的叔父；似乎對圓有種懼怕心理。
芹澤颯太（聲：井口祐一）
海洋考古學者，為中泉洋子的後輩。
阿斯特莉婭（聲：金元寿子）
全名「阿斯特莉婭・麗澤瑪麗・德・羅切福特」（アステリア・リーザマリー・ド・ロシュフォール），羅門布斯（ノウムンドゥス）財團會長代理人，哥德蘿莉。第一季12話末對中泉洋子透露了其為「被詛咒的魔女」的身份：兩萬年前搭乘 VOX而導致輪迴開啟的古國“耐加利特”的女王。自稱年齡為二萬零十歲。
田所正藏（聲：保村真）
移動型地球防衛前線基地「法洛斯」的司令官。
渡部繪理（聲：田中理惠）
「法洛斯」的艦長。
上原春香（聲：藤村步）
「法洛斯」艦橋人員中最年輕的一員。主要負責管理。戴著眼鏡。
岩淵真知子（聲：淺倉杏美）
圓所就讀的鴨川女子高中體育教師。
野上幸（聲：山口立花子）
圓的青梅竹馬。
近藤美智（聲：三森鈴子）
圓的同學。
高倉繪理香（聲：南里侑香）
鴨川女子高中的學生會長及劍道社社長。
五十嵐翔子（聲：野水伊織）
鴨川女子高中的學生。劍道社社員。
葛原巴（聲：森谷里美）
鴨川女子高中的學生。電影社社員。

## 登場機械
奧拉（vox aura）
琳梵（vox rympha）
伊古尼斯（vox ignis）
利柏塔斯（ovid libertas）
柏倫塔斯（ovid voluntas）
泰納利塔斯（ovid teneritas）

## 工作人員
- 原作、制作協力 - Production I.G
- 總監督 - 佐藤龍雄
- 監督 - 鈴木利正
- 系列構成、腳本 - 菅正太郎
- 腳本 - 森田繁、野村祐一、大野木寬、待田堂子、梅原英司
- 人物原案 - 森澤晴行
- 人物設計 - 乘田拓茂、小林千鶴
- 美術設定 - 小木齊之
- 色彩設計 - 關本美津子
- 攝影監督 - 青木隆
- 音樂 - 鈴木さえ子、TOMISIRO
- 製作人 - 菊川裕之、北田修一、平澤直、川北健、小岐須泰世
- 動畫製作 - XEBEC

## 主題曲
第1季
片頭曲「TRY UNITE!」
作詞：，作曲、編曲：Rasmus Faber，歌：中島愛
片尾曲「HELLO!」
作詞、作曲、編曲：北川勝利，弦樂器編曲：長谷泰宏，歌：中島愛
插入曲 「ジャージ部の歌」（第3話）
作詞：千野孝敏，作曲、編曲：鈴木さえ子、TOMISIRO，歌：京乃圓（石原夏織）
第2季
片頭曲
作詞：岩里祐穗，作曲、編曲：Rasmus Faber，歌：中島愛
片尾曲（第1話 - 第3話、第7 - 9話）
作詞、作曲、編曲：DANCE☆MAN，歌：鴨女運動服社（石原夏織、瀨戶麻沙美、茅野愛衣）
片尾曲（第4話 - 第6話、第10 - 12話）
作詞、作曲：矢吹香那，編曲：清水信之，歌：中島愛
插入曲 「Flower in Green」（第8話）
作詞、作曲、編曲：Rasmus Faber ，歌：中島愛

## 各話列表
| 話數   | 日文標題 | 中文標題                 | 劇本              | 分鏡                    | 演出       | 角色作畫監督                                         | 機械作畫監督              | 總作畫監督                 | 片尾插畫     |
| 第1季  | 第1季    | 第1季                    | 第1季             | 第1季                   | 第1季      | 第1季                                                | 第1季                     | 第1季                      | 第1季        |
| ------ | -------- | ------------------------ | ----------------- | ----------------------- | ---------- | ---------------------------------------------------- | ------------------------- | -------------------------- | ------------ |
| 第1話  |          | 歡迎前來鴨川！           | 菅正太郎          | 鈴木利正                | 鈴木利正   | 乘田拓茂                                             | 鶴窪久子                  | 松村拓哉                   | 森澤晴行     |
| 第2話  |          | 鴨川精神                 | 菅正太郎          | 鈴木利正                | 池畠博史   | 藤崎賢二                                             | -                         | 小林千鶴 松村拓哉          | 藤真拓哉     |
| 第3話  |          | 蘭綻放於鴨川             | 野村祐一          | 佐原亞湖                | 飯村正之   | 小林千鶴 沓澤洋子                                    | -                         | 小林千鶴 乘田拓茂          | 深崎暮人     |
| 第4話  |          | 鴨川泳者                 | 森田繁            | 樋口香里                | 小野勝巳   | 小澤圓                                               | 松村拓哉                  | 乘田拓茂                   |              |
| 第5話  |          | 來到鴨川的男子           | 梅原英司 菅正太郎 | 上坪亮樹                | 上坪亮樹   | 乘田拓茂 岡勇一                                      | 松村拓哉                  | 乘田拓茂                   | 冬川基       |
| 第6話  |          | 風、火、水、鴨川         | 菅正太郎          | 吉川博明                | 近藤一英   | 小宮山由美子 猿渡聖加                                | 大浪太                    | 沓澤洋子 鶴窪久子          | 比村奇石     |
| 第7話  |          | 陰天過後的鴨川           | 野村祐一          | 五十嵐紫樟              | 五十嵐紫樟 | 織田誠                                               | -                         | 小林千鶴 松村拓哉          |              |
| 第8話  |          | 鴨川羅莉塔               | 森田繁            | 飯村正人                | 飯村正人   | 江森真理子                                           | -                         | 乘田拓茂 鶴窪久子 松村拓哉 | 碧風羽       |
| 第9話  |          | 勝浦→鴨川                | 大野木寬          | 樋口香里                | 孫承希     | 沓澤洋子 小林千鶴 舘崎大                             | -                         | 小林千鶴                   |              |
| 第10話 |          | 再見了鴨川               | 森田繁            | 吉川博明                | 近藤一英   | 小宮山由美子 猿渡聖加 藤田正幸                       | -                         | 乘田拓茂 小林千鶴 松村拓哉 |              |
| 第11話 |          | 鴨川絕對防衛線           | 大野木寬          | 吉川博明                | 上坪亮樹   | 鶴窪久子 堀たえ子                                    | 松村拓哉                  | 乘田拓茂 小林千鶴          |              |
| 第12話 |          | 某天重聚於鴨川           | 野村祐一          | 五十嵐紫樟              | 五十嵐紫樟 | 乘田拓茂、小林千鶴 岡勇一、沓澤洋子 織田誠、鶴窪久子 | 松村拓哉                  | 乘田拓茂 小林千鶴 松村拓哉 | 依河和希     |
| 第2季  |          |                          |                   |                         |            |                                                      |                           |                            |              |
| 第0話  |          | 鴨川記憶                 | 佐藤龍雄          | 佐藤龍雄                | 佐藤龍雄   | -                                                    | -                         | -                          |              |
| 第1話  |          | 歡迎回來鴨川！           | 森田繁            | 樋口香里                | 飯村正之   | 鶴窪久子、金二星                                     | 松村拓哉                  | 乘田拓茂 小林千鶴 松村拓哉 | CARNELIAN    |
| 第2話  |          | 鴨川暴走海灘             | 梅原英司          | 吉川博明                | 北川正人   | 藤田正幸、猿渡聖加 小宮山由美子                      | 福島秀機                  | 乘田拓茂 小林千鶴 松村拓哉 |              |
| 第3話  |          | 鴨川實驗                 | 待田堂子          | 佐藤龍雄                | 柳瀬雄之   | 岡田萬衣子                                           | 松村拓哉                  | 乘田拓茂 小林千鶴          | 溝口凱吉     |
| 第4話  |          | 再會之街，鴨川           | 菅正太郎          | 中原禮                  | 上坪亮樹   | 朴性厚、小林千鶴 乘田拓茂、瀧山真哲                  | 松村拓哉                  | 乘田拓茂 小林千鶴          |              |
| 第5話  |          | 在鴨川上空衛星軌道的夏天 | 菅正太郎          | 中原禮                  | 松村正輝   | 玉木李枝、阿部純子 本田敬一                          | 松村拓哉                  | 乘田拓茂 小林千鶴          | 涼香         |
| 第6話  |          | 傳達給鴨川、這個聲音     | 野村祐一          | 吉川博明                | 上田茂     | 鶴窪久子、竹森由加 李周鉉                            | 松村拓哉 大橋圭 深澤謙二  | 乘田拓茂 小林千鶴          | 西E田        |
| 第7話  |          | 鴨川誓言                 | 待田堂子          | 西森章                  | 菊池勝也   | 奧山鈴奈                                             | 松村拓哉                  | 乘田拓茂 小林千鶴          | 緋賀由香理   |
| 第8話  |          | 鴨川廣告氣球             | 森田繁            | 樋口香里                | 駒屋健一郎 | 實原登、谷口元浩                                     | 松村拓哉                  | 乘田拓茂 小林千鶴          | 緒方剛志     |
| 第9話  |          | 白色鴨川                 | 待田堂子          | 吉川博明                | 烏羽聰     | 大河原晴男、南伸一郎 福田紀之、熊田明子              | 松村拓哉                  | 堀たえ子 小林千鶴          | 望月淳       |
| 第10話 |          | 背叛之空的鴨川           | 森田繁            | いまざきいつき 鈴木利正 | 飯村正之   | 織田誠                                               | 大浪太、古川信之 松村拓哉 | 乘田拓茂 小林千鶴          | 神崎かるな   |
| 第11話 |          | 鴨川之海的彼方           | 野村祐一          | 五十嵐紫樟              | 上田茂     | 鶴窪久子、小林千鶴、瀧山真哲                         | 福島秀機、松村拓哉        | 乘田拓茂 小林千鶴          | 渡邊明夫     |
| 第12話 |          | 今天也，在鴨川           | 菅正太郎          | 鈴木利正                | 鈴木利正   | 堀たえ子、岡田萬衣子 竹森由加、古川博之              | 深澤謙二、松村拓哉        | 乘田拓茂 小林千鶴          | 鳴子ハナハル |

## 播放電視台
| 播放地區   | 播放電視台     | 播放日期                | 播放時間             | 所屬聯播網 | 備注                       |
| 第1季      | 第1季          | 第1季                   | 第1季                | 第1季      | 第1季                      |
| ---------- | -------------- | ----------------------- | -------------------- | ---------- | -------------------------- |
| 東京都     | TOKYO MX       | 2012年1月8日 - 3月25日  | 星期日 22:00 - 22:30 | 獨立局     |                            |
| 日本全域   | 萬代頻道       | 2012年1月8日 - 3月25日  | 星期日 22:00配信     | 網路配信   |                            |
| 北海道     | 札幌電視台     | 2012年1月9日 - 3月26日  | 星期一 25:43 - 26:13 | 日本電視網 |                            |
| 近畿廣域圈 | 讀賣電視台     | 2012年1月9日 - 3月26日  | 星期一 25:44 - 26:14 | 日本電視網 | 製作委員會参加 MANPA第1部  |
| 福岡縣     | 福岡放送       | 2012年1月9日 - 3月26日  | 星期一 26:04 - 26:34 | 日本電視網 |                            |
| 千葉縣     | 千葉電視台     | 2012年1月10日 - 3月27日 | 星期二 25:30 - 26:00 | 獨立局     |                            |
| 中京廣域圈 | 中京電視台     | 2012年1月10日 - 3月27日 | 星期二 26:44 - 27:14 | 日本電視網 |                            |
| 日本全域   | NICONICO生放送 | 2012年1月11日 -         | 星期三 24:00 - 24:30 | 網路配信   |                            |
| 第2季      |                |                         |                      |            |                            |
| 東京都     | TOKYO MX       | 2012年7月1日 - 9月23日  | 星期日 22:00 - 22:30 | 独立局     |                            |
| 日本全域   | 萬代頻道       | 2012年7月1日 - 9月23日  | 星期日 22:00配信     | 網路配信   |                            |
| 北海道     | 札幌電視台     | 2012年7月2日 - 9月24日  | 星期一 25:33 - 26:03 | 日本電視網 |                            |
| 近畿廣域圈 | 讀賣電視台     | 2012年7月2日 - 9月24日  | 星期一 25:53 - 26:23 | 日本電視網 | 製作委員會參加、MANPA第1部 |
| 福岡縣     | 福岡放送       | 2012年7月2日 - 9月24日  | 星期一 25:59 - 26:29 | 日本電視網 |                            |
| 千葉縣     | 千葉電視台     | 2012年7月3日 - 9月25日  | 星期二 25:30 - 26:00 | 獨立局     |                            |
| 中京廣域圈 | 中京電視台     | 2012年7月3日 - 9月25日  | 星期二 26:37 - 27:07 | 日本電視網 |                            |

## 外部連結
- （日語）輪迴的拉格朗日官方網站 （页面存档备份，存于）
- （日語）輪迴的拉格朗日的X（前Twitter）